# Temnikova I
TEMNIKOVA I — дебютный мини-альбом российской исполнительницы Елены Темниковой, релиз которого состоялся 30 сентября 2016 года. Автором всех композиций является сама Елена Темникова.

## Синглы
- Импульсы города — ведущий сингл с данного EP. Релиз состоялся 14 апреля 2016. Песня достигла первых строчек чартов iTunes, «Яндекс Музыки». Премьера видеоклипа состоялась 1 июля 2016 года, а режиссёром выступила Daria Power. Клип набрал более 30 млн просмотров по всему интернету.
- Тепло — второй официальный сингл с альбома. Релиз состоялся 23 июля 2016 года, премьера состоялась на ежегодном фестивале музыки Europa Plus LIVE. Премьера видеоклипа состоялась 17 октября этого же года, а режиссёром выступила Саша Самсонова.
- Движения — третий и последний официальный сингл с альбома. В качестве сингла песня была представлена 16 сентября 2016 года. Премьера видеоклипа состоялась 22 ноября 2016 года, а режиссёром выступила Саша Самсонова.

## Промосинглы
- Улетаем — данный трек был представлен в качестве промосингла 13 июля 2015 года, до релиза EP. В финальный трек-лист мини-альбома песня была добавлена в обновлённой версии. Видеоклипа на данную композицию нет.

## Список композиций
| №  | Название          | Автор(ы)        | Продюсер(ы) | Длительность |
| -- | ----------------- | --------------- | ----------- | ------------ |
| 1. | «Импульсы города» | Елена Темникова | The Mazer   | 3:03         |
| 2. | «Тепло»           | Елена Темникова | The Mazer   | 3:36         |
| 3. | «По низам»        | Елена Темникова | Alex Hook   | 2:54         |
| 4. | «Счастье»         | Елена Темникова | Alex Hook   | 3:18         |
| 5. | «Движения»        | Елена Темникова | Alex Hook   | 3:00         |
| 6. | «Ближе»           | Елена Темникова | Alex Hook   | 3:15         |
| 7. | «Улетаем»         | Елена Темникова | Alex Hook   | 3:04         |

## Чарты
| Страна (2016)       | Пик |
| ------------------- | --- |
| Россия (iTunes)     | 1   |
| Эстония (iTunes)    | 1   |
| Казахстан (iTunes)  | 1   |
| Беларусь (iTunes)   | 1   |
| Узбекистан (iTunes) | 3   |
| Израиль (iTunes)    | 10  |
| Латвия (iTunes)     | 35  |
| USA (iTunes)        | 193 |

### Видеоклипы
1. «Импульсы города» — режиссёр: Daria Power
2. «Тепло» — режиссёр: Саша Самсонова
3. «Движения» — режиссёр: Саша Самсонова